# Штакельберг, Фёдор Фёдорович
Барон Фёдор Фёдорович фон Штакельберг (1825—1899) — российский государственный  деятель и правовед, сенатор, 
действительный тайный советник.

## Биография
В службе  и классном чине с 1846 года после окончания Императорского училища правоведения, учился на одном курсе с будущим обер-прокурором Святейшего Синода К. П. Победоносцевым. С 1846 года секретарь I департамента, с 1853 года обер-секретарь —  VIII департамента, с 1855 года III департамента Правительствующего сената Российской империи. С 1856 года назначен Эстляндским губернским прокурором. С 1864 года член от Министерства юстиции в составе Министерства внутренних дел Комиссии об устройстве регистрации в России.
В 1864 году произведён в действительные статские советники, обер-прокурор III и IV департамента, департамента Герольдмейстера и Межевого департамента Правительствующего сената.
В 1873 году  произведён в тайные советники. С 1873 по 1899 годы сенатор присутствующий в Уголовно-кассационном департаменте и первоприсутствующий I департаменте Правительствующего сената, действительный тайный советник.   Был награждён всеми российскими орденами вплоть до ордена Александра Невского пожалованного ему 1 января 1890 года.